# Унтем
Унте́м — деревня в Игринском районе Удмуртии.

## Общие сведения
Деревня расположена на левом берегу реки Утемка, впадающей в Лозу, в 2,5 км к юго-западу от районного центра — посёлка Игра. Через деревню проходит автодорога, соединяющая Игру и Селты.

## Население
| 2010 | 2012 |
| ---- | ---- |
| 251  | ↗252 |

## Улицы[3]
- 49 км
- Васильковая
- Еловая
- Ключевая
- Лесная
- Луговая
- Полевая
- Речная
- Ромашковая
- Сосновая